# Бездєз
Бездєз, також Град Бездєз (чеськ. Bezděz, нім. Bösig) - руїни замку в районі Чеська Липа. Розташований на горі Великий Бездєз (603,5 м) на пагорбах Докеска, над селом Бездєз, поблизу озера Мачово, за 6 км на південний схід від міста Докси. Це замок з периферійною забудовою, розташованою на вузькому майданчику. Вперше замок згадується у 1264 р. під час правління Пржемисла Отакара II. Замок є власністю держави, його адміністрація покладена на Інститут національної спадщини та відкрита для громадськості.

## Історія

### Заснування замку
Походження замку безпосередньо пов'язане з великими колонізаційними зусиллями чеського короля Пржемисла Отакара II, який у другій половині XIII століття започаткував велику кількість нових сіл, а також три міста - Бездєз, Докси та Куржеводи. Сам замок був споруджений правителем як адміністративний центр великого королівського маєтку та для його захисту, а також для захисту важливого торгового шляху, що веде від Мельника до Циттау. Будівництво замку відбулося між 1265–1278 рр., на його зовнішній вигляд вплинули значні королівські вироби із заліза, під впливом будівельного мистецтва, яке принесли в Богемію ченці-цистерціанці з Бургундії та Північної Німеччини. Будівля була виконана з величезною точністю, була створена дуже вражаюча рання готична робота, яка прекрасно представляла особу її засновника Пржемисла Отакара II.

### В'язниця короля
Замок також увійшов в історію Чехії як місце, де були ув'язнені пізніший король Вацлав II та його мати, русинка Кунегунда Ростиславна (Галицька). Їх обох привезли сюди і тримали під вартою з січня 1279 року під час навали Бранденбурга на Чехію. Кунегунді вдалося втекти Праги у квітні, Вацлав II був вивезений до Циттау, де провів у неволі ще чотири роки. Пізніше він кілька разів повертався до Бездєза, а потім віддав його магнатам з Дубе, позаяк потребував гроші.

### Замок у 13-19 століттях
До 1588 року в історії замку чергувалися періоди, коли він опинився безпосередньо під королівською короною, і періоди, коли його посідали потужні дворянські родини. Він був куплений у власників Дуби королем Карлом IV, який жив тут у 1351, 1352, 1357 та 1367 роках. Син Карла Вацлав IV повернув замок назад у заставу. Іншими власниками були Марґравей Прокоп, Гавел із Зверетіце, Ян з Міхаловиць та багато інших. У 1621 році, після битви на Білій горі, замок був завойований і спалений.
Після 1624 р. укріплення придбав Альбрехт Валленштейн, який у 1627 р. дарував його ченцям ордена емеритів св. Августина. У 1633 році Валленштейн на численні просьби Бели з-під Бездєза передав йому фортецю у володіння. Замок був завойований шведами у 1642 році. З 1662 р. ігумен Антоніо де Сото Майор почав перетворювати замок під монастир іспанських монсератських бенедиктинців та місце паломництва, пристосовуючи палац Бурграв до трапезної та цілей ченців. З 1662 по 1785 рр. відбулася передача монастиря ордену монахів-бенедиктинців, який також функціонував як важливе місце паломництва маріанців. У 1666 році до замкової каплиці було передано одну із трьох копій Чорної Діви Марії Монтсеррат. У 1681 р. на під’їзній дорозі до замку були збудовані 15 каплиць стацій Хресної дороги, а у 1732 р. було додано дерев’яну дзвіницю. У 1778 році замок був завойований прусською армією, а в 1785 р. кінець монастиря настав за наказом імператора Йосифа II. Після ліквідування монастиря замок був покинутий, ченці, забезпечені монастирською каплицею, у якій була статуя Діви Марії, були доправлені до церкви в Доксах, яка взяла на себе функцію місця паломництва. Ченці подарували решту церковного начиння навколишнім церквам або відвезли їх до свого абатства в Еммаусі, Прага.

## Комплекс
Замок складається з чотирьох частин. 1-й двір, 2-й двір, вежа та льох.

### Укріплення та доступ
Доступ до замку можливий через дорогу навколо пагорба, яка в основному раніше знаходилася в межах стін. На дорозі були побудовані дві брами, третя, а потім четверта брама увійшли до приміщення. Замок був на той час неприступним.

### Вежі
Укріплення було підкріплено кількома вежами та бастіонами. Задня оборонна вежа, звана Диявольською, була заввишки понад 30 метрів, товщиною стіни були 4 метри. Домінантна Велика вежа має висоту 40 м, товщина стіни - п’ять метрів.

### Замкова каплиця

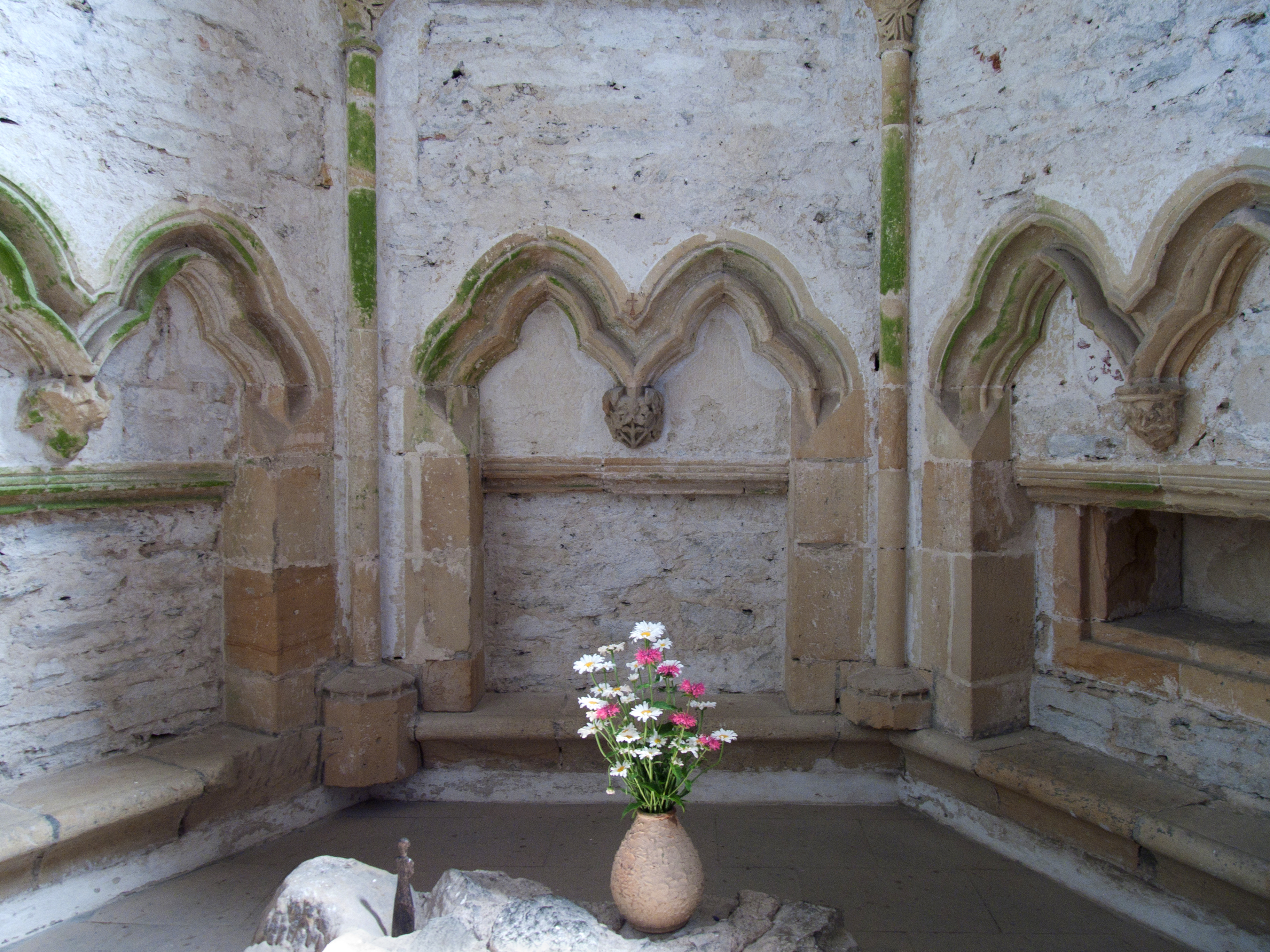
Інтер'єр замкової каплиці

Каплиця була побудована на східній стороні як однією з перших у комплексі замку в стилі ранньої готики. Вхідний портал із тимпаном прикрашений рослинними мотивами. Інтер'єр із низкою прикрашених колон та критою галереєю. Трибуна в південно-західній частині служила монарху. Стельова частина склепінна з хрестовими склепіннями без ребер. Каплиця освітлена семи масивними вікнами зі зламаною аркою та ажурами, розташованими на висоті першого поверху. У 17 столітті каплиця була пристосована до потреб монастиря.
Цистерна замку Бездез і постійні натовпи відвідувачів

### Водний резерувар
Замок не мав власного колодязя, тому дощову воду збирали у резервуар, який розкопали у невеликому подвір’ї нижнього замку. Чисту воду (і вино) у мирні часи завозили з передмість.

### Хресна дорога
У 17 столітті замок служив монастирем. Ряд будівель були пристосовані для перебування ченців, і в 1686 році графиня Анна Валленштейн спорудила 15 каплиць  стацій хресної дороги уздовж під'їзної дороги. Вони були відновлені в 1741 році.

### Укріплення на Малому Бездєзі
Ймовірно, на початку XIV століття був укріплений Малий Бездєз і сідло між двома вершинами валом та ровом. Перші ворота в Малому Бездєзі стояли за невеликим ровом. Сьогодні тут є лише обриси круглої споруди, прямокутної споруди та мурованих терас заввишки два-три метри.